# Nocek wąsatek
Nocek wąsatek (Myotis mystacinus) – gatunek ssaka z podrodziny nocków (Myotinae) w obrębie rodziny mroczkowatych (Vespertilionidae).

## Taksonomia
Gatunek po raz pierwszy zgodnie z zasadami nazewnictwa binominalnego opisał w 1817 roku niemiecki przyrodnik Heinrich Kuhl, nadając mu nazwę Vespertilio mystacinus. Holotyp pochodził z Niemiec.
Myotis mystacinus należy do podrodzaju Myotis i grupy gatunkowej mystacinus. Kilka gatunków było wcześniej zgrupowanych jako morfogrupa „whiskered Myotis” (np. M. mystacinus, M. muricola, M. browni, M. davidii, M. sibiricus, M. brandtii) w podrodzaju Selysius, ale dane genetyczne wskazują, że ta grupa jest parafiletyczna. M. mystacinus jest sympatryczny z M. davidii na Bliskim Wschodzie, gdzie odpowiednie rozmieszczenie wymaga wyjaśnienia. Autorzy Illustrated Checklist of the Mammals of the World rozpoznają trzy podgatunki. Podstawowe dane taksonomiczne podgatunków (oprócz nominatywnego) przedstawia poniższa tabelka:
| Podgatunek         | Oryginalna nazwa               | Autor i rok opisu | Miejsce typowe                                                                                    |
| ------------------ | ------------------------------ | ----------------- | ------------------------------------------------------------------------------------------------- |
| M. m. caucasicus   | Myotis mystacinus caucasicus   | Tsytsulina, 2000  | Kordon Kisza, północna część Kaukaskiego Rezerwatu Biosfery, Kraj Krasnodarski, południowa Rosja. |
| M. m. occidentalis | Myotis mystacinus occidentalis | Benda, 2000       | Linares de Riofrío, prowincja Salamanka, zachodnia Hiszpania.                                     |

### Etymologia
- Myotis: gr. μυς mus, μυός muos „mysz”; ους ous, ωτος ōtos „ucho”[18].
- mystacinus: gr. μυσταξ mustax, μυστακος mustakos „wąsy”, od μασταξ mastax, μαστακος mastakos „szczęki, usta”, od μασαομαι masaomai „żuć, gryźć”[19].
- caucasicus: nowołac. Caucasicus „kaukaski”, od łac. Caucasius „kaukaski, z Kaukazu”, od Caucasus „góry Kaukaz”, od gr. Καυκασος Kaukasos „góry Kaukaz”[20][11].
- occidentalis: łac. occidentalis „zachodni”, od occidens, occidentis „zachód”, od occidere „ustawić, określić”[21][12].

## Zasięg występowania
Nocek wąsatek występuje w Eurazji i Afryce, zamieszkując w zależności od podgatunku:
- M. mystacinus mystacinus – rozpowszechniony w Europie na północ do 64°N, od południowej Skandynawii do północnej części Półwyspu Iberyjskiego i Grecji; także Korsyka i Kreta.
- M. mystacinus caucasicus – Turcja, Liban i Kaukaz, z zasięgiem rozciągającym się na północny i północno-wschodni Iran.
- M. mystacinus occidentalis – północna część Półwyspu Iberyjskiego i północne Maroko.

## Morfologia
Długość ciała (bez ogona) 35–48 mm, długość ogona 30–43 mm, długość ucha 12–15 mm, długość tylnej stopy około 7 mm, długość przedramienia 32–36,5 mm; masa ciała 4–7 g. Mały gatunek. Sierść na grzbiecie kasztanowa lub  czarna z jaśniejszymi końcówkami, na brzuchu jaśniejsze. Ucho, pyszczek i błony lotne ciemne lub wręcz czarne. Na zewnętrznym brzegu ucha znajduje się wycięcie. Koziołek nożowaty, sięgający połowy długości ucha. Błona skrzydła przyczepiona do nasady palców. Ostroga sięga do połowy odległości między piętą a ogonem. Poza ostrogę może wystawać mały fałd skórny. Koniec ogona wystaje poza błonę ogonową na 2 mm. Wzór zębowy: I {\displaystyle {\tfrac {2}{3}}} C {\displaystyle {\tfrac {1}{1}}} P {\displaystyle {\tfrac {3}{3}}} M {\displaystyle {\tfrac {3}{3}}} = 38. Kariotyp wynosi 2n = 44 i FNa = 50.

## Ekologia

### Siedlisko
Preferuje tereny górskie i słabiej zalesione niż w przypadku podobnego nocka Brandta. Jego letnimi kryjówkami są głównie budynki, niekiedy również dziuple. Zimą spotykany jest w podziemiach, zarówno naturalnych (jaskinie), jak i sztucznych (sztolnie, fortyfikacje).

### Tryb życia
Odżywia się drobnymi owadami, chwytanymi najczęściej w locie, w niewielkiej odległości od drzew i innych przeszkód. Najdłuższy obserwowany wiek w warunkach naturalnych to 24 lata.

## Ochrona
W Polsce jest objęty ścisłą ochroną gatunkową oraz wymagający ochrony czynnej, dodatkowo obowiązuje zakaz fotografowania, filmowania lub obserwacji, mogących powodować płoszenie lub niepokojenie.